# Onthophagus flavorufus
Onthophagus flavorufus är en skalbaggsart som beskrevs av D'orbigny 1904. Onthophagus flavorufus ingår i släktet Onthophagus och familjen bladhorningar. Inga underarter finns listade i Catalogue of Life.